# Glenwood (Nuovo Messico)
Glenwood è un census-designated place (CDP) degli Stati Uniti d'America, situato nello stato del Nuovo Messico, nella contea di Catron.